# Lezhë
Lezhë (eller Lezha) er en by i det nordvestlige Albanien, i præfekturet Lezhë. Byen har mere end 15.510(2011) indbyggere. Byen ligger tæt ved kysten til Adriaterhavet.
- Wikimedia Commons har flere filer relateret til Lezhë